# Жорель, Николя
Николя́ Жоре́ль (фр. Nicolas Jorell; род. 23 ноября 1963, Париж) — французский кинокомпозитор, талантливый самоучка, обладатель трёх французских премий «Лучшая музыка к фильму».

## Биография
Николя Жоре́ль родился 23 ноября 1963 года в Париже, в коммуне Нёйи-сюр-Сен (Hauts-de-Seine) департамента О-де-Сен.
Изучал музыку, участвуя в хорaх Нотр-Дам де Пари. Самоучка, он практиковался в юном возрасте игре на барабанах и фортепиано и обнаружил в себе страсть к музыкальной композиции. Параллельно с изучением методов и техники композиции, принимал участие в режиссировании звукозаписи таких исполнителей, как Барбара, Мишель Бергер, Франс Галль, Джонни Холлидей и Жан-Жак Гольдман, а также участвовал в звукозаписях музыки других кинокомпозиторов: Владимира Косма, Мишеля Леграна и Фрэнсиса Лэя.
В 1993 году французский писатель, сценарист и кинорежиссёр Александр Жарден поручил Николя Жорелю написать музыку к экранизации своего романа «Фанфан». Выбор Жардена оказался очень удачным: все музыкальные темы экранизации, написанные Жорелем, — и иронично-весёлая, и чувственно-лирическая, и возвышенно-грандиозная — очаровали зрителей фильма, в российском прокате получившего название «Аромат любви Фанфан».
Николя Жорель предпочитает писать музыку к фильмам ещё в стадии написания сценария. В послужном списке талантливого композитора более 100 саундтреков для кинофильмов, телевизионных передач, театральных постановок и, в основном, для телефильмов с участием, в частности, таких известных французских режиссёров, как Марион Сарро, Лоран Карсель, Дени Маллеваль и Доминик Ладож. Николя Жорель также композитор 13-ти песен (в их числе известные в России песни «Brazil» (автор текста Пьер Жорель) и «Chaloup» (автор текста Изабель Бенхадж).

## Музыка к кинофильмам
- 1993 — «Аромат любви Фанфан» («Fanfan», реж. Александр Жарден, Production Gaumont / TF1 / Canal +)[4]
- 1996 — «Да» («Oui», реж. Александр Жарден, Production Gaumont / TF1 / Canal +)[4]
- 2001 — «Высшая магия» («Voyance et Manigance», реж. Эрик Форньолс, Production Spi / TF1 / Canal +)[4]
- 2003 — «Когда я вижу солнце» («Quand je vois le soleil», сокомпозитор Жак Корталь, Production Tribere / TF1 / Canal +)[4]
- 2008 — «Восемь» («8», фильм режиссёров из восьми стран: Мавритания, Мексика, Индия, США, Франция, Аргентина, Германия, Новая Зеландия; LDM Productions)[4]

Композитор также написал саундтреки к одиннадцати короткометражным кинофильмам.

## Награды
- 2004 — Международные дни телевидения в Реймсе (Франция) — «Лучшая музыка» (телефильм «Каждый человек мечтает о полёте» («Tout le monde rêve de voler»), 2003 г., реж. Доминик Ладож)[5].
- 2009 — Фестиваль телевизионных фильмов в Ла-Рошель (Франция) — «La Rochelle TV Award, Best Music» (телефильм «Изнасилование» («Un viol», 2009 г., реж. Марион Сарро)[5].
- 2015 — Международный кинофестиваль в Баньер-де-Люшоне (Франция) — «Лучшая музыка» (кинофильм «Разрешение» («La permission»), 2015 г., реж. Филипп Ньянг)[6].
- 2020 — Фестиваль телевизионных фильмов в Люшоне: премия Дидье Бивеля за лучшую оригинальную музыку к фильму «De l'autre côté»[7].